# Lijst van voetbalinterlands Nederland - Oostenrijk (mannen)
Deze lijst van voetbalinterlands is een overzicht van alle officiële voetbalwedstrijden tussen de nationale mannenteams van Nederland en Oostenrijk. De landen hebben tot op heden 21 keer tegen elkaar gespeeld. De eerste ontmoeting werd gespeeld op 30 juni 1912 in Stockholm, tijdens de Olympische Spelen. De laatste confrontatie, een groepswedstrijd tijdens het Europees kampioenschap voetbal 2024, vond plaats in Berlijn (Duitsland) op 25 juni 2024.

## Wedstrijden
| №  | № Int. NL | Plaats    | Datum             | Competitie           | Wedstrijd              | Uitslag |
| -- | --------- | --------- | ----------------- | -------------------- | ---------------------- | ------- |
| 1  | 31        | Stockholm | 30 juni 1912      | OS 1912              | Nederland – Oostenrijk | 3 – 1   |
| 2  | 126       | Amsterdam | 10 december 1933  | Vriendschappelijk    | Nederland – Oostenrijk | 0 – 1   |
| 3  | 226       | Wenen     | 26 mei 1957       | WK 1958 kwalificatie | Oostenrijk – Nederland | 3 – 2   |
| 4  | 228       | Amsterdam | 25 september 1957 | WK 1958 kwalificatie | Nederland – Oostenrijk | 1 – 1   |
| 5  | 273       | Amsterdam | 12 april 1964     | Vriendschappelijk    | Nederland – Oostenrijk | 1 – 1   |
| 6  | 288       | Wenen     | 18 september 1966 | Vriendschappelijk    | Oostenrijk – Nederland | 2 – 1   |
| 7  | 325       | Wenen     | 28 maart 1973     | Vriendschappelijk    | Oostenrijk – Nederland | 1 – 0   |
| 8  | 332       | Rotterdam | 27 maart 1974     | Vriendschappelijk    | Nederland – Oostenrijk | 0 – 1   |
| 9  | 367       | Wenen     | 20 mei 1978       | Vriendschappelijk    | Oostenrijk – Nederland | 0 – 1   |
| 10 | 371       | Córdoba   | 14 juni 1978      | WK 1978              | Nederland – Oostenrijk | 5 – 1   |
| 11 | 420       | Wenen     | 14 november 1984  | WK 1986 kwalificatie | Oostenrijk – Nederland | 1 – 0   |
| 12 | 423       | Rotterdam | 1 mei 1985        | WK 1986 kwalificatie | Nederland – Oostenrijk | 1 – 1   |
| 13 | 464       | Wenen     | 30 mei 1990       | Vriendschappelijk    | Oostenrijk – Nederland | 3 – 2   |
| 14 | 482       | Sittard   | 27 mei 1992       | Vriendschappelijk    | Nederland – Oostenrijk | 3 – 2   |
| 15 | 595       | Wenen     | 16 oktober 2002   | EK 2004 kwalificatie | Oostenrijk – Nederland | 0 – 3   |
| 16 | 603       | Rotterdam | 6 september 2003  | EK 2004 kwalificatie | Nederland – Oostenrijk | 3 – 1   |
| 17 | 663       | Wenen     | 26 maart 2008     | Vriendschappelijk    | Oostenrijk – Nederland | 3 – 4   |
| 18 | 705       | Eindhoven | 9 februari 2011   | Vriendschappelijk    | Nederland – Oostenrijk | 3 – 1   |
| 19 | 771       | Wenen     | 4 juni 2016       | Vriendschappelijk    | Oostenrijk – Nederland | 0 – 2   |
| 20 | 823       | Amsterdam | 17 juni 2021      | EK 2020              | Nederland – Oostenrijk | 2 − 0   |
| 21 | 862       | Berlijn   | 25 juni 2024      | EK 2024              | Nederland – Oostenrijk | 2 – 3   |

## Samenvatting
| Competitie        | Totaal gespeeld | Winst Nederland | Gelijk | Winst Oostenrijk | Doelsaldo Nederland – Oostenrijk |
| ----------------- | --------------- | --------------- | ------ | ---------------- | -------------------------------- |
| WK-eindronde      | 1               | 1               | 0      | 0                | 5 − 1                            |
| WK-kwalificatie   | 4               | 0               | 2      | 2                | 4 − 6                            |
| EK-eindronde      | 2               | 1               | 0      | 1                | 4 − 3                            |
| EK-kwalificatie   | 2               | 2               | 0      | 0                | 6 − 1                            |
| Olympische Spelen | 1               | 1               | 0      | 0                | 3 − 1                            |
| Vriendschappelijk | 11              | 5               | 2      | 4                | 17 − 15                          |
| Totaal            | 21              | 10              | 4      | 7                | 40 − 27                          |

Wedstrijden bepaald door strafschoppen worden, in lijn met de FIFA, als een gelijkspel gerekend.

## Details

### Eerste ontmoeting
| OS 1912 (Stockholm, Zweden, 30 juni 1912):   |       |                  |
| Nederland                                    | 3 – 1 | Oostenrijk       |
| Nico Bouvij 8' Cees ten Cate 12' Jan Vos 30' | goals | 41' Alois Müller |

### Vijftiende ontmoeting
| EK 2004 kwalificatie (Wenen, Oostenrijk , 16 oktober 2002): |       |                                                      |
| Oostenrijk                                                  | 0 – 3 | Nederland                                            |
|                                                             | goals | 16' Clarence Seedorf 20' Phillip Cocu 29' Roy Makaay |

### Zestiende ontmoeting
| EK 2004 kwalificatie (Rotterdam, Nederland, 6 september 2003): |       |                      |
| Nederland                                                      | 3 – 1 | Oostenrijk           |
| Rafael van der Vaart 30' Patrick Kluivert 60' Phillip Cocu 64' | goals | 34' Emanuel Pogatetz |

### Zeventiende ontmoeting
| Vriendschappelijk (Wenen, Oostenrijk, 26 maart 2008):         |       |                                                                                                  |
| Oostenrijk                                                    | 3 – 4 | Nederland                                                                                        |
| Andreas Ivanschitz 6' Sebastian Prödl 18' Sebastian Prödl 35' | goals | 37' Klaas-Jan Huntelaar 67' John Heitinga 82' Jan Vennegoor of Hesselink 86' Klaas-Jan Huntelaar |

### Achttiende ontmoeting
| Vriendschappelijk (Eindhoven, Nederland, 9 februari 2011):        |       |                             |
| Nederland                                                         | 3 – 1 | Oostenrijk                  |
| Wesley Sneijder 28' Klaas-Jan Huntelaar 48' Dirk Kuijt 70' (pen.) | goals | 84' (pen.) Marko Arnautović |

### Negentiende ontmoeting
| Vriendschappelijk (Wenen, Oostenrijk, 4 juni 2016): |              | |
| Oostenrijk | 0 – 2        | Nederland |
| | goals        | 9' Vincent Janssen 66' Georginio Wijnaldum |
| Marcel Koller | bondscoach   | Danny Blind |
| Robert Almer Florian Klein Sebastian Prödl 79' Christian Fuchs Aleksandar Dragović Julian Baumgartlinger 90' Zlatko Junuzović 68' David Alaba Marc Janko 68' Marko Arnautović 81' Marcel Sabitzer 82' | opstellingen | 74' Jeroen Zoet Patrick van Aanholt Jeffrey Bruma Virgil van Dijk 86' Kenny Tete Georginio Wijnaldum 71' Kevin Strootman Quincy Promes 79' Riechedly Bazoer 61' Steven Berghuis 65' Vincent Janssen |
| Martin Harnik 68' Lukas Hinterseer 68' Martin Hinteregger 79' Jakob Jantscher 81' Alessandro Schöpf 82' Stefan Ilsanker 90'                                                                           | wissels      | 61' Luciano Narsingh 65' Luuk de Jong 71' Marco van Ginkel 74' Jasper Cillessen 79' Tonny Vilhena 86' Joël Veltman                                                                                  |
| | gele kaarten | 20' Vincent Janssen |
| - Debuut van Tonny Vilhena (Feyenoord) voor Nederland. |              | |

KNVB ·
A-internationals ·
Bondscoaches (m) ·
Topscorers ·
Nederlands vrouwenelftal ·
Bondscoaches (v) ·
Nederland B ·
Olympisch elftal ·
Jong Oranje ·
Nederland –20 ·
Nederland –19 ·
Nederland –18 ·
Nederland –17 ·
Nederland –16 ·
Nederland –15 ·
Nederlands amateurelftal ·
Nederlands zaterdagelftal ·
Jong OranjeLeeuwinnen ·
Vrouwen –20 ·
Vrouwen –19 ·
Vrouwen –18 ·
Vrouwen –17 ·
Vrouwen –16 ·
Vrouwen –15 ·
Militair mannenelftal ·
Militair vrouwenelftal ·
Strandteam ·
Vrouwen Strandteam ·
Futsalteam ·
Vrouwen Futsalteam

EK-wedstrijden ·
WK-wedstrijden ·
Resultaten kwalificaties en eindronden ·
Nederland B-wedstrijden ·
Officieuze wedstrijden ·
EK-wedstrijden vrouwen ·
WK-wedstrijden vrouwen ·
Resultaten vrouwen kwalificaties en eindronden
1905 – 1919 ·
1920 – 1929 ·
1930 – 1939 ·
1940 – 1949 ·
1950 – 1959 ·
1960 – 1969 ·
1970 – 1979 ·
1980 – 1989 ·
1990 – 1999 ·
2000 – 2009 ·
2010 – 2019 ·
2020 – 2029
2015 ·
2016 ·
2017 ·
2018 ·
2019 ·
2020 ·
2021 · 
2022
EK's: 1976 · 
1980 · 
1988 · 
1992 · 
1996 · 
2000 · 
2004 · 
2008 · 
2012 · 
2020 · 
2024
WK's: 1934 · 
1938 · 
1974 · 
1978 · 
1990 · 
1994 · 
1998 · 
2006 · 
2010 · 
2014 · 
2022
OS: 1908 ·
1912 ·
1920 ·
1924 ·
1928 ·
1948 ·
1952 ·
2008
Albanië ·
Andorra ·
Argentinië ·
Armenië ·
Australië ·
België ·
Bosnië en Herzegovina ·
Brazilië ·
Bulgarije ·
Canada ·
Chili ·
China ·
Colombia ·
Costa Rica ·
Curaçao ·
Cyprus ·
DDR ·
Denemarken ·
Duitsland ·
Ecuador ·
Egypte ·
Engeland ·
Estland ·
Faeröer ·
Finland ·
Frankrijk ·
GOS · 
Georgië ·
Ghana ·
Gibraltar ·
Griekenland ·
Hongarije ·
Ierland ·
IJsland ·
Indonesië ·
Iran ·
Israël ·
Italië ·
Ivoorkust ·
Japan ·
Joegoslavië ·
Kameroen ·
Kazachstan ·
Kroatië ·
Letland ·
Liechtenstein ·
Luxemburg ·
Malta ·
Marokko ·
Mexico ·
Moldavië ·
Montenegro ·
Nederlandse Antillen ·
Nigeria ·
Noord-Ierland ·
Noord-Macedonië ·
Noorwegen ·
Oekraïne ·
Oostenrijk ·
Paraguay ·
Peru ·
Polen ·
Portugal ·
Qatar ·
Roemenië ·
Rusland ·
Saarland ·
San Marino ·
Saoedi-Arabië ·
Schotland ·
Senegal ·
Servië en Montenegro ·
Slovenië ·
Slowakije ·
Sovjet-Unie ·
Spanje ·
Suriname ·
Thailand ·
Tsjechië ·
Tsjecho-Slowakije ·
Tunesië ·
Turkije ·
Uruguay ·
Verenigd Koninkrijk ·
Verenigde Staten ·
Wales ·
Wit-Rusland ·
Zuid-Afrika ·
Zuid-Korea ·
Zweden ·
Zwitserland
Argentinië (1978) ·
Argentinië (2006) ·
Argentinië (2014) ·
Argentinië (2022) ·
Australië (2014) ·
Brazilië (2014) ·
Chili (2014) · 
Costa Rica (2014) ·
Denemarken (2010) ·
Denemarken (2012) ·
Duitsland (2012) · 
Ecuador (2022) · 
Frankrijk (2008) ·
Italië (2008) ·
Ivoorkust (2006) ·
Japan (2010) ·
Kameroen (2010) ·
Mexico (2014) · 
Noord-Macedonië (2021) · 
Oekraïne (2021) · 
Oostenrijk (2021) · 
Portugal (2006) ·
Portugal (2012) ·
Portugal (2019) ·
Qatar (2022) ·
Roemenië (2008) ·
Rusland (2008) ·
San Marino (2011) ·
Senegal (2022) ·
Servië en Montenegro (2006) ·
Sovjet-Unie (1988) ·
Spanje (2010) ·
Spanje (2014) ·
Tsjechië (2021) · 
Uruguay (2010) ·
Verenigde Staten (2022) · 
West-Duitsland (1974)
ÖFB · A-internationals · Selecties · Bondscoaches · Oostenrijks vrouwenelftal · Olympisch elftal · Oostenrijk U21 · Oostenrijk U20 · Oostenrijk U19 · Oostenrijk U18 · Oostenrijk U17 · Oostenrijk U16 · Vrouwen U17
1902 – 1919 ·
1920 – 1929 ·
1930 – 1939 ·
1940 – 1949 ·
1950 – 1959 ·
1960 – 1969 ·
1970 – 1979 ·
1980 – 1989 ·
1990 – 1999 ·
2000 – 2009 ·
2010 – 2019 ·
2020 – 2029
EK's: 2008 · 
2016 · 
2020 · 
2024
WK's: 1934 · 
1954 · 
1958 · 
1978 · 
1982 · 
1990 · 
1998
OS: 1912 ·
1936 ·
1948 ·
1952
1902 · 
1903 · 
1904 · 
1905 · 
1906 · 
1907 · 
1908 · 
1909 · 
1910 · 
1911 · 
1912 · 
1913 · 
1914 · 
1915 · 
1916 · 
1917 · 
1918 · 
1919 · 
1920 · 
1921 · 
1922 · 
1923 · 
1924 · 
1925 · 
1926 · 
1927 · 
1928 · 
1929 · 
1930 · 
1931 · 
1932 · 
1933 · 
1934 · 
1935 · 
1936 · 
1937 · 
1938 · 1939 · 1940 · 1941 · 1942 · 1943 · 1944 · 1945 · 
1946 · 
1947 · 
1948 · 
1949 · 
1950 · 
1952 · 
1952 · 
1953 · 
1954 · 
1955 · 
1956 · 
1957 · 
1958 · 
1959 · 
1960 · 
1961 · 
1962 · 
1963 · 
1964 · 
1965 · 
1966 · 
1967 · 
1968 · 
1969 · 
1970 · 
1971 · 
1972 · 
1973 · 
1974 · 
1975 · 
1976 · 
1977 · 
1978 · 
1979 · 
1980 · 
1981 · 
1982 · 
1983 · 
1984 · 
1985 · 
1986 · 
1987 · 
1988 · 
1989 · 
1990 ·
1991 · 
1992 · 
1993 · 
1994 · 
1995 · 
1996 · 
1997 · 
1998 · 
1999 · 
2000 · 
2001 · 
2002 · 
2003 · 
2004 · 
2005 · 
2006 · 
2007 · 
2008 · 
2009 · 
2010 · 
2011 · 
2012 · 
2013 · 
2014 · 
2015 · 
2016 · 
2017 · 
2018 · 
2019 · 
2020 · 
2021 ·
2022
Albanië ·
Algerije ·
Andorra ·
Argentinië ·
Azerbeidzjan ·
België ·
Bosnië en Herzegovina ·
Brazilië ·
Bulgarije ·
Canada ·
Chili ·
Costa Rica ·
Cyprus ·
Denemarken ·
DDR ·
Duitsland ·
Egypte ·
Engeland ·
Estland ·
Faeröer ·
Finland ·
Frankrijk ·
Georgië ·
Ghana ·
Griekenland ·
Hongarije ·
Ierland ·
IJsland ·
Iran ·
Israël ·
Italië ·
Ivoorkust ·
Japan ·
Joegoslavië ·
Kameroen ·
Kazachstan ·
Kroatië ·
Letland ·
Liechtenstein ·
Litouwen ·
Luxemburg ·
Malta ·
Moldavië ·
Montenegro ·
Nederland ·
Nigeria ·
Noord-Ierland ·
Noord-Macedonië ·
Noorwegen ·
Oekraïne ·
Paraguay ·
Peru ·
Polen ·
Portugal ·
Roemenië ·
Rusland ·
San Marino ·
Schotland ·
Servië ·
Slovenië ·
Slowakije ·
Sovjet-Unie ·
Spanje ·
Trinidad en Tobago ·
Tsjechië ·
Tsjecho-Slowakije ·
Tunesië ·
Turkije ·
Uruguay ·
Venezuela ·
Verenigde Staten ·
Wales ·
Wit-Rusland ·
Zweden ·
Zwitserland
Algerije (1982) · 
Chili (1982) · 
Duitsland (2008) · 
Frankrijk (1982) · 
Hongarije (2016) · 
Italië (2021) · 
Kroatië (2008) · 
Nederland (2021) · 
Noord-Ierland (1982) · 
Noord-Macedonië (2021) · 
Oekraïne (2021) · 
Polen (2008) ·  
Portugal (2016) · 
West-Duitsland (1982)